# Hyampolis

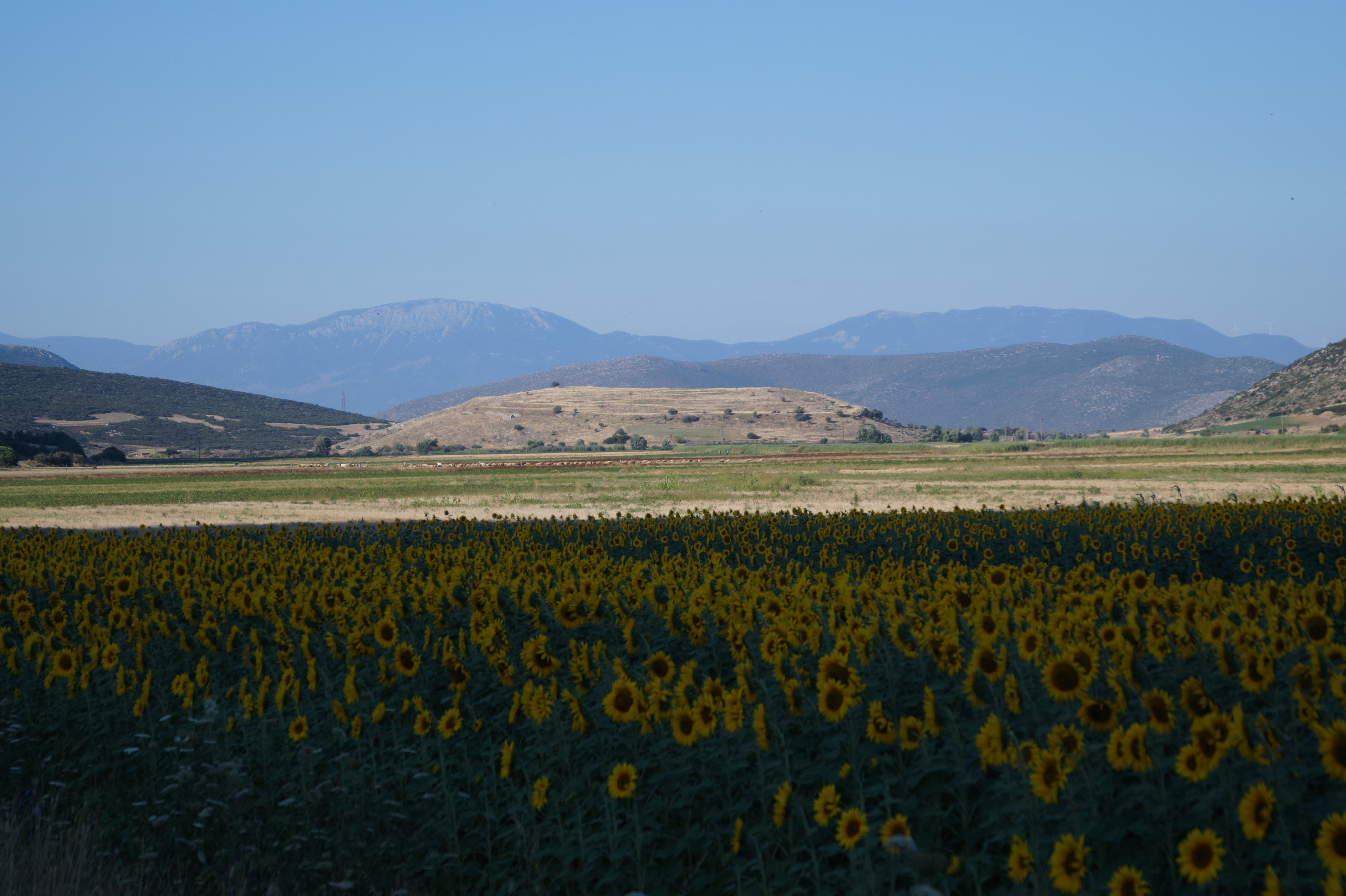
Stadthügel von Hyampolis

Hyampolis (altgriechisch Ὑάμπολις (f. sg.)) ist eine antike Stadt in Griechenland.

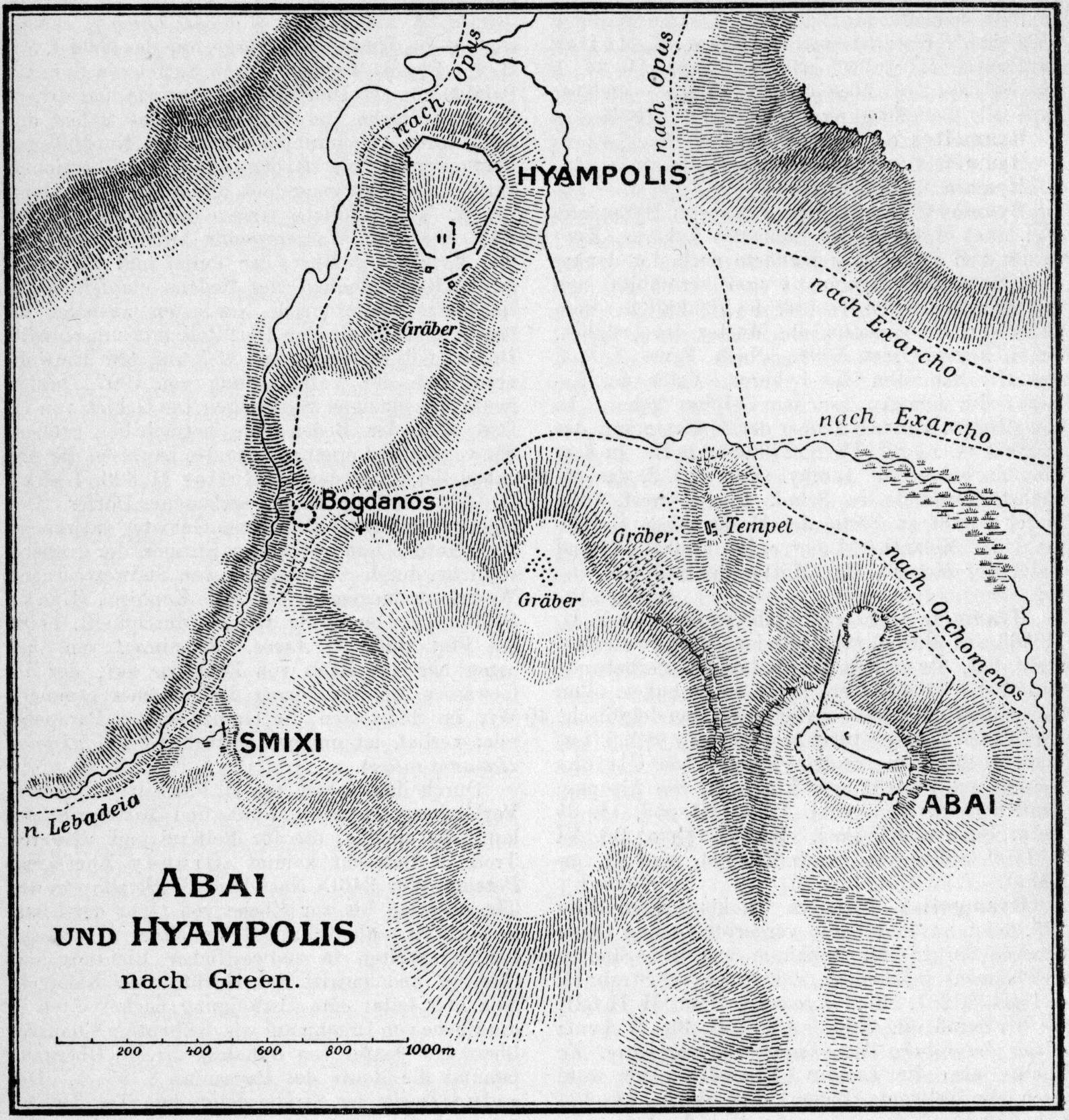
Lage von Hyampolis

## Lage
Hyampolis liegt im Assos-Tal im Osten der Landschaft Phokis, etwa zweieinhalb Kilometer westlich von Abai. Die Stadt ist auf einem etwa 30 Meter hohen Hügel erbaut und ihr höchster Punkt liegt auf etwa 270 Meter. Nördlich des Hügels mündet der Bach von Exarchos in den Assos (heute: Bogdanorema). Hyampolis lag an der wichtigsten Route von Mittel- nach Nordgriechenland. Die Straße von Orchomenos traf von Osten auf die Süd-Nord-Verbindung von Livadia nach Opus.

## Geschichte
Hyampolis, das auch kurz Hya genannt wurde, soll von den Hyanten gegründet worden sein, nachdem sie von Kadmos aus Theben vertrieben wurden. Auch in Homers Ilias (Schiffskatalog) wurde die Stadt schon erwähnt. Benannt wurde sie angeblich nach Hyamos, dem Sohn von Lykoros, der die Stadt nach der Deukalionischen Flut gründete.
Um 490 v. Chr. fielen die Thessalier in Phokis ein und verheerten das Land. Bei Hyampolis wurde die thessalische Kavallerie durch einen Trick besiegt. Man hatte an einem Engpass nahe der Stadt leere Amphoren vergraben und mit Erde bedeckt. Als die Reiterei diese Stelle passierten zerbrachen die Amphoren unter dem Gewicht, die Pferde stürzten in das entstandene Loch und kamen zu Fall. 480 v. Chr., während der Perserkriege, wurde die Stadt von den Persern zerstört. 395 belagerten die Boioter die Stadt, konnten sie jedoch nicht einnehmen. Jason, Tyrann von Pherai, zerstörte 371 die ungeschützte Unterstadt bei der Rückkehr nach der Schlacht bei Leuktra. Im Jahr 346 v. Chr. erfolgte erneut ein Angriff, dieses Mal durch Philipp II. von Makedonien, der Hyampolis abermals zerstörte. Nach dem Wiederaufbau wurde die Stadt 198 von Titus Quinctius Flamininus erobert und fiel unter römische Herrschaft. Hadrian ließ in der Stadt eine Säulenhalle errichten; auf einer Inschrift taucht auch Kaiser Septimius Severus auf.
Pausanias berichtet, dass es in Hyampolis eine Agora, ein Theater und Rathaus gab. Innerhalb der Stadtmauer soll es nur einen Brunnen gegeben haben. Die Hauptgottheit war Artemis Elaphebolos (altgriechisch Έλαφηβόλος, die (Hirsch-)Jägerin) und ihr zu Ehren soll in ihrem Tempel zweimal im Jahr ein Fest gefeiert worden sein. Heiligtum und Stadt waren bis in die römische Kaiserzeit genutzt und besiedelt. Laut einer Inschrift aus der Regierungszeit von Trajan gab es in Hyampolis auch ein Heiligtum für die ägyptischen Götter Serapis, Isis und Bastet. Eine weitere Inschrift erwähnt Anubis.

## Beschreibung

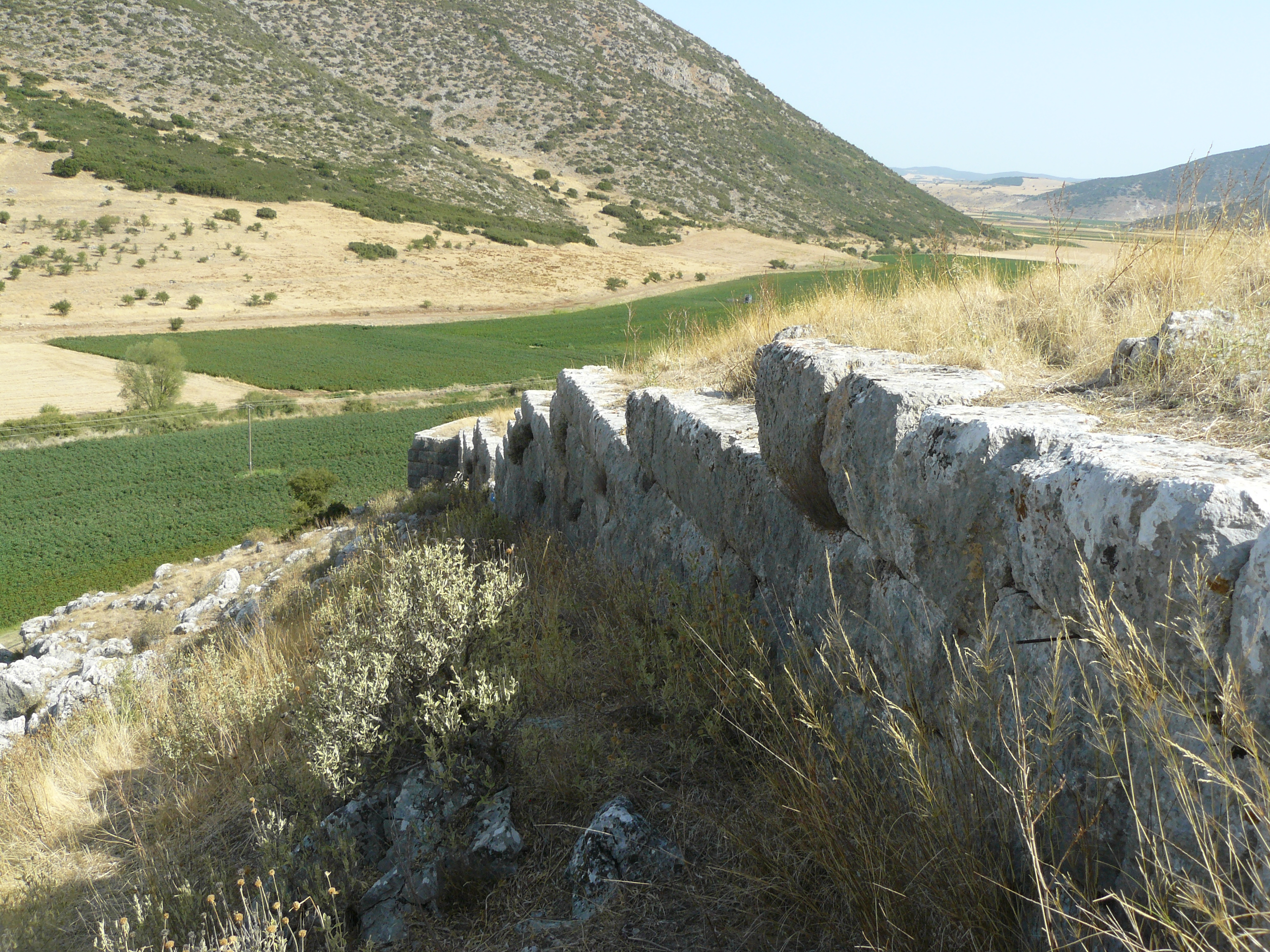
Mauerreste

Heute sind nur noch der etwa 800 Meter lange Mauerring aus dem 4. Jahrhundert v. Chr. und einige andere Reste erhalten. Die Stadt bedeckte eine Fläche von etwa 4,6 Hektar. Im Norden und Nordwesten ist die Stadtmauer bis zu einer Höhe von drei Metern und die Fundamente von drei Türmen sichtbar. Im Süden sind noch wenige Reste des ehemaligen Stadttores zu erkennen. Das Mauerwerk besteht aus horizontalen, isodomischen Quaderschichten und stammt vermutlich aus dem 3. Jahrhundert v. Chr. Innerhalb der Mauern fand man eine Zisterne, bei der man die von Pausanias erwähnte Quelle vermutet.
Fünf Kilometer nördlich von Hyampolis finden sich bei Kalapodi die Reste eines Heiligtums. Zunächst vermutete man, dass man dort den Tempel der Artemis Elaphebolos von Hyampolis entdeckt hätte, doch neueste Erkenntnisse deuten eher darauf hin, dass es sich um das Apollonheiligtum von Abai handelt. Etwa zwei Kilometer südlich, am südwestlichen Rand des Kastro-Berges, hat man beim Ort Smixi Überreste einer späthelladischen Siedlung gefunden.

## Erforschung
Der englische Archäologe William Martin Leake besuchte Anfang des 19. Jahrhunderts Hyampolis und beschrieb die Stätte. Im Frühling 1894 führte die British School at Athens unter Leitung von A. G. Bather und V. W. Yorke archäologische Grabungen durch.